# Onsagersche Reziprozitätsbeziehungen
Die Onsagerschen Reziprozitätsbeziehungen (engl. Onsager reciprocal relations), auch bekannt als Onsagerscher Reziprozitätssatz, beschreiben den Zusammenhang zwischen verschiedenen Flüssen und Kräften, die in einem thermodynamischen System außerhalb des thermodynamischen Gleichgewichts auftreten. Sie gelten in einem Bereich, in dem die auftretenden Flüsse linear von den wirkenden Kräften abhängen. Dazu darf das beschriebene System nicht zu weit vom Gleichgewicht entfernt sein, da nur dann das Konzept eines lokalen Gleichgewichts zum Tragen kommt.
Als Beispiel für ein solches System kann ein Metallstab dienen, auf den als Kraft eine Temperaturdifferenz einwirkt. Diese verursacht eine Wärmeübertragung von den wärmeren zu den kälteren Abschnitten des Systems. In gleicher Weise bewirkt eine elektrische Spannung einen elektrischen Strom zu den Bereichen mit niedrigerem elektrischen Potential. Hierbei handelt es sich um direkte Effekte, bei denen eine Kraft einen für sie spezifischen Fluss hervorruft. Experimentell kann gezeigt werden, dass Temperaturunterschiede in Metall neben der Wärmeübertragung einen elektrischen Strom hervorrufen sowie eine elektrische Spannung zu einem Wärmefluss führt (Kreuzeffekte). Der Onsagersche Reziprozitätssatz besagt, dass die Größe solcher korrespondierenden (indirekten) Effekte identisch ist. Im beschriebenen Beispiel sind die Größe des Wärmetransportes durch einen Stromfluss (Peltierkoeffizient) und die Größe des Stromflusses, verursacht durch einen Wärmetransport (Seebeckkoeffizient), gleich.
Diese bereits von William Thomson und anderen Forschern beobachtete Relation wurde von dem norwegischen Physikochemiker und theoretischem Physiker Lars Onsager auf eine fundierte theoretische Basis im Rahmen der Thermodynamik irreversibler Prozesse gestellt. Die von ihm entwickelte Theorie ist auf eine beliebige Zahl von Kraft- und Flusspaaren in einem System anwendbar. Für die Beschreibung dieser reziproken Beziehungen wurde er 1968 mit dem Nobelpreis für Chemie ausgezeichnet.

## Formale Beschreibung im Rahmen der Thermodynamik irreversibler Prozesse
Die Physik kennt zahlreiche Gesetze, bei denen zwei Größen zueinander proportional sind. Beispiele für solche Zusammenhänge zwischen auftretenden Flüssen und Kräften in einem thermodynamischen System außerhalb des Gleichgewichts sind bekannte Naturgesetze in vektorieller Darstellung:
- Fouriersches Gesetz der Wärmeleitung: {\displaystyle {\dot {\vec {q}}}=-\lambda \,\operatorname {grad} \,T}.
- ohmsches Gesetz der Stromleitung: {\displaystyle {\vec {i}}=-\sigma \,\operatorname {grad} \,\phi }.
- Erstes Ficksches Gesetz der Diffusion: {\displaystyle {\vec {j}}=-D\,\operatorname {grad} \,c}
- Newtonsches Reibungsgesetz: {\displaystyle {\vec {F}}=-\eta \,A\,\operatorname {grad} \,v_{y}}

Solche linearen Gesetze können allgemein in folgender Form aufgeschrieben werden:
{\displaystyle {\mathbf {J} {_{k}}}\,=\,L_{k}\,\mathbf {X} {_{k}}}
mit:
dem Fluss {\displaystyle {\mathbf {J} {_{k}}}} einer beliebigen physikalischen Größe {\displaystyle k}
dem Transportkoeffizienten {\displaystyle L_{k}} dieser Größe {\displaystyle k}
{\displaystyle {\mathbf {X} {_{k}}}}, der zu {\displaystyle k} korrespondierenden, antreibenden Kraft, die als Gradient einer skalaren Größe angegeben wird.
Die thermodynamischen Kräfte und ihre korrespondierende Flüsse werden aus einer Bilanzgleichung über die Erhaltungsgrößen abgeleitet. Das Produkt aus beiden Größen beschreibt die Zunahme der Entropie während eines freiwillig ablaufenden Vorgangs (Entropieproduktion).

### Kreuzeffekte zwischen Kräften und Flüssen
Es gibt eine Reihe von Phänomenen, bei denen eine thermodynamische Kraft nicht nur die nach den durch die oben angeführten Gesetze beschriebene Wirkung zeigt, sondern weitere Vorgänge beeinflusst. Beispiele für derartige Phänomene sind die thermoelektrischen Effekte, thermomagnetischen und galvanomagnetischen Effekte oder die Interdiffusion zweier Stoffe ineinander.
Auf einen Fluss wirken in diesen Fällen nicht nur die korrespondierenden Kräfte, sondern zusätzlich Kreuzkräfte. Diese Superposition ist mikroskopisch leicht nachvollziehbar, da bei dem Fluss einer Größe diese durch ein Medium transportiert werden muss. Beispielsweise wird mit einem Stofffluss auch die Wärme transportiert, die dieser Stoff enthält. Bei der Beschreibung dieser Vorgänge wird der Vorteil des oben eingeführten Formalismus deutlich, für zwei Flüsse mit zwei korrespondierenden Kräften ergibt sich:
{\displaystyle {\mathbf {J} {_{k}}}\,=\,L_{kk}\,\mathbf {X} {_{k}}\,+\,L_{ki}\,\mathbf {X} {_{i}}}
{\displaystyle {\mathbf {J} {_{i}}}\,=\,L_{ik}\,\mathbf {X} {_{k}}\,+\,L_{ii}\,\mathbf {X} {_{i}}}
mit:
{\displaystyle {\mathbf {J} {_{k}}},\,{\mathbf {J} {_{i}}}} Flüsse von {\displaystyle k} und {\displaystyle i}
{\displaystyle L_{kk},\,L_{ii}} direkte Transportkoeffizienten (Diagonalkoeffizienten) – analog zu den bereits beschriebenen Koeffizienten.
{\displaystyle L_{ik},\,L_{ki}} Kreuzkoeffizienten – beschreiben die Überlagerungseffekte zwischen den Flüssen
{\displaystyle {\mathbf {X} {_{k}}},\,{\mathbf {X} {_{i}}}} korrespondierende thermodynamische Kräfte zu den Größen {\displaystyle k} und {\displaystyle i}
Die Kreuzkoeffizienten sind gleich groß, d. h., es gilt:
{\displaystyle L_{ik}\,=\,L_{ki}} (Reziprozitätsbeziehung)
Sie gelten in einem Bereich, in dem Flüsse und wirkende Kräfte linear voneinander abhängen. Das setzt voraus, dass das beschriebene System nicht zu weit vom Gleichgewicht entfernt sein darf, da dann das Konzept einer mikroskopischen Reversibilität oder eines lokalen Gleichgewichts zum Tragen kommt. Formal wird dann der beliebige funktionelle Zusammenhang zwischen den physikalischen Größen als Taylorreihe, die nach dem ersten Glied abgebrochen wird, beschrieben.

## Beispiele

### Die Reziprozitätsbeziehungen
In einem System, in dem sowohl Wärme- als Volumenströme auftreten, kommt es zur Superposition von Flüssen und Kräften. Die Beziehungen erweitern sich zu
{\displaystyle \mathbf {J} _{u}=L_{uu}\,\nabla {\frac {1}{T}}-L_{uk}\,\nabla {\frac {\mu _{k}}{T}}}
und
{\displaystyle \mathbf {J} _{k}=L_{ku}\,\nabla {\frac {1}{T}}-L_{kk}\,\nabla {\frac {\mu _{k}}{T}}.}
Mit diesen Gleichungen wird die Diffusion der Komponente {\displaystyle k} durch einen Temperaturgradienten beschrieben (Thermophorese oder Soret-Effekt)
{\displaystyle \mathbf {J} _{k}\propto L_{ku}\,\nabla {\frac {1}{T}}}
und die Wärmeleitung durch den Stofffluss (Diffusionsthermoeffekt oder Dufour-Effekt)
{\displaystyle \mathbf {J} _{u}\propto L_{uk}\,\nabla {\frac {\mu _{k}}{T}}.}
Die Onsagerschen Reziprozitätsbeziehungen formulieren in diesem Fall wieder die Gleichheit der Kreuzkoeffizienten:
{\displaystyle L_{uk}=L_{ku}.}
Eine Dimensionsanalyse zeigt, dass beide Koeffizienten in denselben Maßeinheiten Temperatur mal Massendichte gemessen werden.

### Thermodynamisches Gleichgewicht und Entropieproduktion
Ein abgeschlossenes System (kein Austausch von Energie oder Materie mit der Umgebung, keine sonstigen Wechselwirkungen mit der Umgebung) befindet sich im thermodynamischen Gleichgewicht, wenn sein thermodynamisches Potenzial den durch Zustandsänderungen im System zugänglichen Minimalwert und seine Entropie den durch Zustandsänderungen im System zugänglichen Maximalwert annimmt. Die Größe der Entropieproduktion {\displaystyle \sigma } im System (und damit im Universum) ergibt sich dann aus der Kontinuitätsgleichung wie folgt:
{\displaystyle \sigma \mathrel {\stackrel {\text{def}}{=}} {\frac {d_{\mathrm {i} }s}{dt}}={\frac {\partial s}{\partial t}}+\nabla \cdot \mathbf {J} _{s}},
wobei{\displaystyle d_{\mathrm {i} }s} die Änderung der lokalen Entropiedichte durch innere Vorgänge,{\displaystyle \partial /\partial t} die partielle Ableitung nach der Zeit, {\displaystyle \nabla } die Divergenz nach dem Ort und {\displaystyle \mathbf {J} _{s}} die lokale Entropieflussdichte sind. Da das Volumen des abgeschlossenen Systems konstant ist, kann eine Entropiezunahme im System nur durch innere (dissipative) Vorgänge erfolgen. Allgemein ist unter isochoren Bedingungen die Änderung der inneren Energie {\displaystyle U} eines Systems geteilt durch die absolute Temperatur {\displaystyle T} gleich einer Entropieänderung. Innerhalb eines abgeschlossenen Systems hängt {\displaystyle \sigma } entsprechend wie folgt von der lokalen Flussdichte {\displaystyle \mathbf {J} _{u}} der inneren Energie {\displaystyle U} ab:
{\displaystyle \sigma ={\frac {\partial s}{\partial t}}+\nabla \cdot {\frac {\mathbf {J} _{u}}{T}}}
Die partielle Ableitung der lokalen Entropiedichte nach der Zeit kann durch die Gibbsche Fundamentalgleichung ausgedrückt werden. Es ergibt sich damit für ein isochores Mehrkomponentensystem
{\displaystyle {\frac {\partial s}{\partial t}}={\frac {1}{T}}{\frac {\partial u}{\partial t}}-\sum _{k}{\frac {\mu _{k}}{T}}{\frac {\partial \rho _{k}}{\partial t}}.}
Die extensive Größen innere Energie {\displaystyle U} und Stoffmenge {\displaystyle n_{k}} sind in abgeschlossenen Systemen Erhaltungsgrößen; ihre Kontinuitätsgleichungen lauten
{\displaystyle {\frac {\partial u}{\partial t}}+\nabla \cdot \mathbf {J} _{u}=0}
und, da die Änderung der Stoffmenge {\displaystyle n_{k}} durch chemische Reaktionen {\displaystyle j} mit der Reaktionsgeschwindigkeit {\displaystyle \sum _{j}\nu _{jk}v_{j}} berücksichtigt werden muss,
{\displaystyle {\frac {\partial \rho _{k}}{\partial t}}+\nabla \cdot \mathbf {J} _{k}+\sum _{j}\nu _{jk}v_{j}=0.}
Die Gibbs-Gleichung wird damit zu
{\displaystyle {\frac {\partial s}{\partial t}}=-{\frac {1}{T}}\nabla \cdot \mathbf {J} _{u}+\sum _{k}{\frac {\mu _{k}}{T}}\left(\nabla \cdot \mathbf {J} _{k}+\sum _{j}\nu _{jk}v_{j}\right)}.
Mit der Umformung aus der Vektoranalysis {\displaystyle \nabla \cdot (g\mathbf {J} )=\mathbf {J} \cdot \nabla g+g\nabla \cdot \mathbf {J} } und der Definition der chemischen Affinität {\displaystyle A_{j}=-\sum _{k}\nu _{jk}\mu _{k}} ergibt sich für die Entropieproduktion
{\displaystyle \sigma =\mathbf {J} _{u}\cdot \nabla {\frac {1}{T}}-\sum _{k}\mathbf {J} _{k}\cdot \nabla {\frac {\mu _{k}}{T}}-\sum _{j}{\frac {A_{j}v_{j}}{T}}}.
Hierbei ist {\displaystyle \nabla \cdot \mathbf {J} _{s}} identifiziert worden mit dem Term:
{\displaystyle \nabla \cdot \mathbf {J} _{s}=\nabla \cdot \left({\frac {\mathbf {J} _{u}}{T}}-\sum _{k}{\frac {\mathbf {J} _{k}\mu _{k}}{T}}\right)}.
Aus dieser Gleichung können die zu den Variablen {\displaystyle u} und {\displaystyle \rho _{k}} konjugierten thermodynamischen Kräfte {\displaystyle \mathbf {X} _{u}=\nabla \,{\frac {1}{T}}} und {\displaystyle \mathbf {X} {_{k}}=-\nabla \,{\frac {\mu _{k}}{T}}} bestimmt werden. Befindet sich ein System nicht weit entfernt von seinem Gleichgewichtszustand, ist es sinnvoll, einen linearen Zusammenhang zwischen einem Fluss und der thermodynamischen Kraft anzunehmen. Der Proportionalitätsfaktor wird als Transportkoeffizient {\displaystyle L} bezeichnet. Beim Fehlen eines Stoffflusses und einer Reaktion folgt damit das Fouriergesetz in der Form
{\displaystyle \mathbf {J} _{u}=L_{u}\,\nabla \,{\frac {1}{T}}}
und in Abwesenheit eines Wärmestroms das Ficksche Gesetz als
{\displaystyle \mathbf {J} _{k}=-L_{k}\,\nabla \,{\frac {\mu _{k}}{T}}}.